# Brezove Dane (Maglaj)
Pour les articles homonymes, voir Brezove Dane.
Brezove Dane (en serbe cyrillique : Брезове Дане) est un village de Bosnie-Herzégovine. Il est situé dans la municipalité de Maglaj, dans le canton de Zenica-Doboj et dans la fédération de Bosnie-et-Herzégovine. Selon les premiers résultats du recensement bosnien de 2013, il compte 22 habitants.
Avant la guerre de Bosnie-Herzégovine, le village faisait entièrement partie de la municipalité de Maglaj ; après la guerre, son territoire a été partiellement rattaché à la municipalité de Teslić intégrée à la république serbe de Bosnie.

## Démographie

### Évolution historique de la population
| 1948 | 1953 | 1961 | 1971 | 1981  | 1991  | 2013 |
| ---- | ---- | ---- | ---- | ----- | ----- | ---- |
| -    | -    | 727  | 841  | 1 155 | 1 057 | 22   |

|  |

### Communauté locale
En 1991, la communauté locale de Brezove Dane comptait 1 877 habitants, répartis de la manière suivante :